# Dociszki
Dociszki (biał. Доцішкі) – wieś na Białorusi położona w obwodzie grodzieńskim, w rejonie werenowskim, centrum administracyjne sielsowietu dociskiego.
Znajdują się tu rzymskokatolicka parafia Miłosierdzia Bożego w Dociszkach.
Wieś szlachecka położona była w końcu XVIII wieku w powiecie lidzkim województwa wileńskiego.